# Ernst Décsey
Ernst Décsey est un écrivain et critique musical autrichien, né le 13 avril 1870 à Hambourg et mort le 12 mars 1941 à Vienne.

## Biographie
Décsey est né à Hambourg et a fait ses études de droit à l'Université de Vienne. Il a étudié le piano, l'harmonie et la composition au Conservatoire de musique de Vienne. 
À partir de 1899, il a été critique musical pour un quotidien de Graz, avant d'en devenir le rédacteur en chef. Il est devenu ensuite le principal critique musical de son époque, après avoir obtenu en 1920 le poste de conseiller musical d'un grand quotidien de Vienne. En plus de son travail journalistique, il enseignait l'histoire de la musique et l'esthétique au Conservatoire de Vienne et a publié un certain nombre de romans, de nouvelles, de pièces, de livrets et de biographies. 
Avec Gustav Holm, il a coécrit une pièce intitulée Sissys Brautfahrt, qui a été utilisée par la suite pour le livret de Sissy, l'opérette bien connue d'Ernst et Hubert Marischka. Il a aussi rédigé le livret de l'opéra d'Erich Wolfgang Korngold intitulé Die Kathrin. 
Ses biographies de grands musiciens lui ont apporté une large réputation au sein du monde musical, en Autriche et à l'étranger. Les plus notables sont celles sur Hugo Wolf, Hugo Wolf, das Leben und das Lied; sur Anton Bruckner, Bruckner, Versuch eines Lebens; sur Claude Debussy, Debussys Werke (ouvrage posthume); ainsi que sur Johann Strauss, Franz Lehar et Maria Jeritza. 
Décsey est mort le 12 mars 1941 à Vienne.

## Publications

### Romans et récits
- Du liebes Wien, 1911;
- Zigarettenrauch, 1911;
- Die Insel der sieben Träume, 1912;
- Der kleine Herzog Cupidon, 1913;
- Die Theaterfritzl, 1915;
- Krieg im Stein, 1915;
- Im Feuerkreis des Karsts, 1916;
- Memoiren eines Pechvogels, 1917;
- Die Stadt am Strom, 1918?;
- Das Theater unserer lieben Frau, 1927;
- Die Spieldose, 1928;

### Biographies
- Hugo Wolf, das Leben und das Lied, 1906;
- Peter Rosegger, 1913;
- Bruckner, Versuch eines Lebens, 1920;
- Johann Strauss, 1922;
- Franz Lehar, 1924;
- Maria Jeritza, 1931;
- Claude Debussy, 1936;
- Debussys Werke (ouvrage posthume), 1948;

### Pièces et livrets
- Der Musikant Gottes, avec Victor Léon, 1924;
- Sissys Brautfahrt, avec Gustav Holm, 1931 (adapté par Fritz Kreisler dans l'opérette Sissy en 1932, et au cinéma dans le film The King Steps Out par Josef von Sternberg en 1936);
- Die Kathrin, livret de l'opéra d'Erich Wolfgang Korngold, 1937;
- Die Dame im Traum, avec Gustav Holm, livret de l'opéra de Franz Salmhofer, 1935.